# Parsana malekiana
Parsana malekiana är en nässelväxtart som beskrevs av Ahmed Ahmad Parsa och Maleki. Parsana malekiana ingår i släktet Parsana och familjen nässelväxter. Inga underarter finns listade i Catalogue of Life.